# Ammasso del Regolo
L'Ammasso del Regolo (Abell 3627) è un ricco ammasso di galassie situato a circa 220 milioni di anni luce dalla Terra. Si trova vicino al centro del Grande Attrattore ed ha una massa stimata in 1015 masse solari.
La sua visione è resa difficoltosa perché l'ammasso si trova nei pressi della zona di evitamento, la regione vicina al piano galattico dove la polvere interstellare della nostra stessa galassia impedisce una buona osservazione.
| Nome         | R.A. (J2000)  | Dec (J2000)  | Tipo | Redshift (z) | Distanza x 106 anni luce |
| ------------ | ------------- | ------------ | ---- | ------------ | ------------------------ |
| ESO 137-008  | 16h 15m 46.1s | -60° 55′ 07″ | S0   | 0,012806     | 174                      |
| LEDA 3077977 | 16h 17m 27.3s | -61° 02′ 57″ |      | 0,012185     | 165                      |
| ESO 137-006  | 16h 15m 03.8s | -60° 54′ 26″ | E1   | 0,018173     | 244                      |
| LEDA 2793303 | 16h 14m 05.9s | -60° 41′ 52″ | SB   | 0,018916     | 254                      |
| LEDA 2801995 | 16h 15m 00.0s | -60° 47′ 24″ | LSB  | 0,018716     | 251                      |
| LEDA 3079966 | 16h 12m 26.4s | -61° 03′ 50″ | VLSB | 0,014764     | 199                      |
| LEDA 3079982 | 16h 15m 19.8s | -61° 03′ 25″ |      | 0,014834     | 200                      |
| ESO 137-004  | 16h 13m 57.5s | -60° 56′ 24″ | S0   | 0,011568     | 157                      |
| LEDA 2793321 | 16h 15m 46.7s | -60° 55′ 23″ |      | 0,011228     | 153                      |
| LEDA 3077984 | 16h 17m 43.6s | -60° 38′ 50″ |      | 0,014857     | 201                      |
| LEDA 2793309 | 16h 14m 30.5s | -60° 53′ 46″ | E?   | 0,017432     | 234                      |
| ESO 137-001  | 16h 13m 27.3s | -60° 45′ 51″ | SBc  | 0,01488      | 201                      |
| LEDA 3079981 | 16h 15m 11.3s | -61° 12′ 03″ |      | 0,015544     | 210                      |
| ESO 136-24   | 16h 12m 11.6s | -60° 46′ 59″ | S?   | 0,012856     | 174                      |
| LEDA 3077935 | 16h 16m 23.0s | -60° 52′ 03″ |      | 0,015511     | 209                      |
| LEDA 2793317 | 16h 15m 27.0s | -60° 58′ 50″ |      | 0,017179     | 231                      |
| LEDA 3077937 | 16h 16m 27.0s | -61° 14′ 22″ | VLSB | 0,014847     | 200                      |
| LEDA 3077898 | 16h 15m 11.7s | -60° 31′ 52″ | BLG  | 0,015321     | 207                      |
| ESO 137-011  | 16h 15m 52.9s | -60° 50′ 57″ | S0   | 0,012932     | 175                      |
| LEDA 3077920 | 16h 16m 06.0s | -60° 53′ 10″ | BLG  | 0,019784     | 265                      |
| LEDA 3077948 | 16h 16m 49.5s | -61° 08′ 50″ |      | 0,015684     | 211                      |
| ESO 137-010  | 16h 15m 50.1s | -60° 48′ 11″ | SAB0 | 0,011268     | 153                      |
| LEDA 2793320 | 16h 15m 38.0s | -60° 41′ 59″ |      | 0,020578     | 275                      |
| LEDA 2793322 | 16h 16m 04.5s | -60° 30′ 52″ |      | 0,015841     | 213                      |
| LEDA 2793296 | 16h 13m 47.5s | -60° 53′ 04″ | BLG  | 0,016071     | 217                      |
| LEDA 3077952 | 16h 16m 52.1s | -60° 49′ 24″ | VLSB | 0,017509     | 235                      |
| ESO 137-007  | 16h 15m 32.9s | -60° 39′ 55″ | S0?  | 0,016495     | 222                      |
| ESO 137-002  | 16h 13m 35.9s | -60° 51′ 55″ | S0?  | 0,018983     | 255                      |
| LEDA 3077918 | 16h 16m 02.6s | -60° 39′ 13″ |      | 0,017185     | 231                      |